# Classique de Saint-Sébastien féminine
La Classique de Saint-Sébastien féminine (en basque : Donostia San Sebastian Klasikoa)  est une course cycliste d'un jour féminine qui se tient tous les ans en Espagne. La course est la version féminine de la  Classique de Saint-Sébastien. Créée en 2019, elle intègre le Calendrier international féminin UCI, en classe 1.1. Elle se transforme en course par étapes en 2022, voir Tour du Pays basque féminin.

## Palmarès
| Année | Vainqueur            | Deuxième         | Troisième            |                  |
| ----- | -------------------- | ---------------- | -------------------- | ---------------- |
| 2019  | Lucy Kennedy         | Janneke Ensing   | Pauliena Rooijakkers |                  |
| 2020  | annulé/abandonné     | annulé/abandonné | annulé/abandonné     | annulé/abandonné |
| 2021  | Annemiek van Vleuten | Ruth Edwards     | Tatiana Guderzo      |                  |